# Knowles, Oklahoma
Knowles, Oklahoma (енгл. Knowles) град је у америчкој савезној држави Оклахома.

## Демографија
По попису из 2010. године број становника је 11, што је 21 (-65,6%) становника мање него 2000. године.
| Група             | 2000.      | 2010.     |
| Белци             | 24 (75,0%) | 9 (81,8%) |
| Афроамериканци    | 0 (0,0%)   | 0 (0,0%)  |
| Азијати           | 0 (0,0%)   | 0 (0,0%)  |
| Хиспаноамериканци | 8 (25,0%)  | 1 (9,1%)  |
| Укупно            | 32         | 11        |